# NGC 5051
NGC 5051 ist eine Balkenspiralgalaxie mit ausgeprägten Emissionslinien vom Hubble-Typ SBbc im Sternbild der Wasserschlange, die etwa 192 Millionen Lichtjahre von der Milchstraße entfernt ist.
Sie wurde am 30. März 1835 von John Herschel mit einem 18-Zoll-Spiegelteleskop entdeckt, der dabei nur „The following of two“ notierte. Die genannte zweite Galaxie ist NGC 5048.